# Dryhthelm
Dryhthelm (sống khoảng năm 700), còn gọi là Drithelm hoặc Drythelm, là vị tu sĩ gắn liền với tu viện Melrose nổi danh qua bộ giáo sử Historia Ecclesiastica gentis Anglorum của Bede. Theo lời Bede, trước khi bước chân vào chốn tu hành, ông sống cùng gia đình mình ở "một huyện thuộc xứ Northumbria được gọi là Incuneningum". Một số học giả thời nay cho rằng Incuneningum ám chỉ Cunninghame, hiện là một phần của hạt Ayrshire.
Sau khi mắc phải một căn bệnh ngày càng trở nên tồi tệ hơn theo từng ngày trôi qua, Drythelm đã tạm thời qua đời (khoảng năm 700). Ông sống trở lại chỉ vài giờ sau, khiến mọi người sợ hãi trừ bà vợ. Dryhthelm bèn chia hết tài sản của mình cho vợ con và người nghèo, rồi đến Melrose làm tu sĩ, nguyện hiến dâng đời mình cho Chúa. Khải tượng của Drythelm đã thuyết phục ông rằng cứ sống tốt đời đẹp đạo trên trần gian là điều quan trọng, nếu ông muốn bước vào Thiên đường ngay lập tức. Hồi còn là tu sĩ, mọi người đều biết tiếng ông vì có thể chịu đựng được sự dày vò về thể xác, đọc thánh ca lúc đang đứng trên sông Tweed ngay cả khi dòng sông này đóng băng.
Lúc trải qua cái chết lâm sàng, có vẻ như Dryhthelm được một sứ giả thiên giới đưa đi tham quan thế giới bên kia. Trong "khải tượng Dryhthelm", vị tu sĩ tương lai của Melrose đã được người này chỉ cho thấy địa ngục, luyện ngục và thiên đường, cùng với một số linh hồn ở đó, nhưng bị từ chối vào cõi cực lạc. Luyện ngục là nơi cực kỳ nóng và lạnh, Địa ngục là nơi linh hồn bị thiêu đốt, Thiên đường là nơi có ánh sáng chói chang và cõi cực lạc là nơi có ánh sáng thậm chí còn lớn hơn. Trải nghiệm của Drythelm tại thung lũng biểu hiện tính chất tạm thời của chốn luyện ngục, vì đây là một giai đoạn trung gian, nằm giữa Thiên đường và Địa ngục. Do vậy, một nhà sử học thời nay đã gọi ông là "tiền thân xa xưa của Dante".
Việc đề cập đến luyện ngục trong bộ thư tịch này là rất quan trọng để hiểu quan điểm của Kitô giáo thế kỷ thứ tám về thế giới bên kia. Mặc dù không biết luyện ngục xuất hiện vào thời điểm nào trong lịch sử tôn giáo của đạo Thiên Chúa, nhưng "ý tưởng về luyện ngục như một trạm dừng chân ở thế giới bên kia, với các đặc điểm dễ nhận biết, năng lượng mang đậm tính diễn tả, sự biện minh về mặt thần học và mục đích chính trị, đã bùng nổ trong bối cảnh ngày tận thế vào thế kỷ thứ tám". Có thể nói, luyện ngục hoạt động trong Giáo hội như một lời nhắc nhở với mọi người rằng việc chỉ xác định mình là một tín hữu Công giáo sẽ không đảm bảo được tự động bước chân vào Thiên đường; thay vào đó, người ta phải hiến dâng cả đời mình cho công việc của Chúa. Ở mức độ này, Bede đã sử dụng Drythelm làm hình mẫu, thể hiện cách mà một giáo dân thuộc tầng lớp tinh hoa trước đây có thể biến đổi bản thân và sống tốt đời đẹp đạo thuộc phạm vi Giáo hội.
Bede nói rằng Dryhthelm đã đem chuyện này ra kể lại cho vua xứ Northumbria Aldfrith, giám mục Lindisfarne Æthelwold và một tu sĩ người Ireland tên là Haemgisl. Khải tượng tương tự về thế giới bên kia về sau được Boniface kể lại, với lời mô tả cảnh tượng địa ngục mà một tu sĩ của tu viện Much Wenlock đã trải qua. Trước thời Bede và Boniface, cuốn tiểu sử Vita sancti Fursei, đã gán khải tượng tương tự cho chính vị anh hùng Fursa, mà bản thân Bede đã trích dẫn chuyện này một phần.
Dryhthelm được vinh danh một thế kỷ sau trong cuốn giáo sử De pontificibus et sanctis Ecclesiae Eboracensis của Alcuin. Hơn một thế kỷ sau thời Alcuin, Ælfric xứ Eynsham đã tôn vinh khải tượng này và tin rằng nó được trời ban nhằm giáo huấn những người khác. Dryhthelm theo sử sách ghi chép được an nghỉ tại Melrose trong danh sách nơi an táng của Hugh Candidus. Lễ thánh của ông là ngày 1 tháng 9.